# Cabera crassata
Cabera crassata là một loài bướm đêm trong họ Geometridae.